# Akurat
Akurat je polská hudební skupina pocházející z Bílsko-Bělé. Skupina byla založena v roce 1994 a v současné době je jednou z nejvíce koncertujících kapel v Polsku. Jejich celkový zvuk je dán fúzí několika žánrů: ska, punk rock, reggae, pop. Skupina kromě Polska již vystupovala v řadě klubů a festivalů v Česku, Německu, Dánsku, Norsku a na Slovensku.

## Diskografie

### Alba
- Pomarańcza (2001)
- Prowincja (2003)
- Fantasmagorie (2006)
- Optymistyka (2008)
- Człowiek (2010)

### Singly
- Droga długa jest
- Hahahaczyk
- Lubię mówić z tobą
- Do prostego człowieka - podle stejnojmenné revoluční básně od J. Tuwima
- Wiej-ska
- Fantasmagorie
- Demo
- Czy to już
- Tylko najwięksi
- Jeden człowiek to jeden sens
- Żółty Wróbel
- Język ciała